# 日置孝次郎
日置 孝次郎（ひおき こうじろう、1927年 - 2016年7月8日）は、日本の民俗学者。専門は比較民俗学や言語学。

## 経歴
鹿児島県大島郡名瀬町（現・奄美市）に生まれる。
1962年に西南学院大学英文学部を卒業した。1972年にケルン大学大学院博士課程（言語学）を修了し、1974年1月にケルン大学助手となる。1977年3月には同言語研究所学術員となった。
1977年10月に、同年6月に開設されたばかりの岩手大学人文社会科学部で助教授に就任する。1981年4月に教授に昇格した。1992年3月に岩手大学を退職して、天理大学国際文化学部に移る。1995年6月、同国際文化学部長に就任した（1996年退任）。
1996年4月、八戸大学学長（4代）に就任し、6年間務めた。2001年6月、八戸日独協会会長に就任した。
2016年7月8日、脳腫瘍のため死去。